# Calcàrids
Els calcàrids (Calcariidae) són un grup d'aus tradicionalment incloses a la família dels emberízids (Emberizidae) però amb els quals recentment Alström et el 2008, formen una família diferent. Aquesta família figura en la classificació 2.2, 2009 del Congrés Ornitològic Internacional.

## Llista de gèneres i espècies
Segons la classificació del Congrés Ornitològic Internacional (versió 3.3, 2013), componen aquesta família tres gèneres amb 6 espècies.
- Gènere Calcarius, amb tres espècies.
- Gènere Plectrophenax, amb dues espècies.
- Gènere Rhynchophanes, amb una espècie: repicatalons de McCown (Rhynchophanes mccownii).